# Oman na Letnich Igrzyskach Paraolimpijskich 2012
Oman na Letnich Igrzyskach Paraolimpijskich 2012 reprezentowało 2 zawodników.
Dla reprezentacji Omanu był to siódmy start w igrzyskach paraolimpijskich (poprzednio w 1988, 1992, 1996, 2000, 2004 oraz 2008 roku).

## Kadra

### Lekkoatletyka
Konkurencje techniczne
| Zawodnik           | Konkurencja            | Odległość | Pkt | Poz. |
| ------------------ | ---------------------- | --------- | --- | ---- |
| Mohamed Al Nabhani | Rzut dyskiem F32/33/34 | 20.94     | 574 | 19.  |
| Mohamed Al Nabhani | Rzut oszczepem F33/34  | 17.33     | —   | 16.  |

### Podnoszenie ciężarów
Mężczyźni
| Zawodnik         | Konkurencja | Wynik | Poz. |
| ---------------- | ----------- | ----- | ---- |
| Issam Al Balushi | -90kg       | 172.0 | 8.   |